# Teruel MRL
Il TERUEL è un lanciarazzi multiplo di fabbricazione spagnola in dotazione all'Ejército de Tierra. Il sistema, montato su autocarro prodotto dalla Pegaso (ora Iveco), consiste in 40 tubi di lancio per razzi da 140 mm in grado di essere sparati in meno di 30 secondi. La portata dei razzi è di 18 chilometri.
Prima del lancio, devono venire abbassati i martinetti di stabilizzazione dell'autocarro e va alzato lo scudo protettivo in grado di schermare la cabina di guida e i suoi occupanti. 

## Operatori
- Spagna: 14
- Gabon:  8